# Ханам (провинция)
Хана́м (вьет. Hà Nam) — провинция в северной части Вьетнама, в дельте реки Хонгха. Площадь составляет 860 км²; население на 2009 год — 785 057 человек. Плотность населения — 912,86 чел./км². Административный центр — город Фули.

## Административное деление
В административном отношении делится на 1 город провинциального подчинения и 5 уездов:
- Фули (Phủ Lý) — город провинциального подчинения
- Биньлук (Bình Lục) — уезд
- Зуитиен (Duy Tiên) — уезд
- Кимбанг (Kim Bảng) — уезд
- Линян (Lý Nhân) — уезд
- Тханьлием (Thanh Liêm) — уезд